# Leptomantispa nymphe
Leptomantispa nymphe là một loài côn trùng trong họ Mantispidae thuộc bộ Neuroptera. Loài này được Hoffman in Penny miêu tả năm 2002.